# Józef Hansz
Józef Hansz (ur. 19 lutego 1890 w Gnieźnie, zm. 25 marca 1970 w Poznaniu) – żołnierz armii niemieckiej, powstaniec wielkopolski, podoficer Wojska Polskiego w II Rzeczypospolitej, działacz niepodległościowy, kawaler Orderu Virtuti Militari.

## Życiorys
Urodził się w rodzinie Walentego i Wiktorii z domu Solarek. Absolwent szkoły ludowej. W młodości pracował jako cieśla. W 1914 zmobilizowany do niemieckiego 54 pułku piechoty i w jego składzie walczył na froncie zachodnim I wojny światowej. Po zdemobilizowaniu, w 1918 wstąpił w Gnieźnie do Rady Robotniczo-Żołnierskiej.
W grudniu tego roku, walcząc w szeregach 4 kompanii gnieźnieńskiej, wyzwalał miasto, a w styczniu 1919 dowodził grupą powstańców  pod Zdziechową i w bitwie o Szubin. Od sierpnia 1919 w składzie 4 pułku strzelców wielkopolskich walczył na frontach wojny polsko-bolszewickiej. 25 sierpnia 1920 na czele plutonu pod ostrzałem karabinów maszynowych zdobył brawurowym atakiem silnie broniony folwark Bielowszczyznę. Za czyn ten odznaczony został Krzyżem Srebrnym Orderu Virtuti Militari i otrzymał awans na stopień chorążego.
Po wojnie pozostał w zawodowej służbie wojskowej. W 1926 został przeniesiony do 4 batalionu KOP „Dederkały”. W marcu 1934 był dowódcą plutonu w 4 kompanii granicznej KOP „Białozórka”. Z dniem 31 grudnia 1935 został przeniesiony w stan spoczynku z powodu trwałej niezdolności do służby wojskowej. W 1936 zamieszkał w Dusznikach Wielkopolskich. W 1939 walczył w kampanii wrześniowej. Od 1950 zamieszkiwał w Poznaniu. Zmarł 25 marca 1970 i został pochowany na cmentarzu parafialnym św. Jana Vianneya w Poznaniu (kwatera św.Łazarza, rząd 12, miejsce 17).
Był żonaty z Jadwigą z Zalewskich, miał córkę Irenę (ur. 1927)

## Ordery i odznaczenia
- Krzyż Srebrny Orderu Virtuti Militari nr 940[1][2]
- Krzyż Walecznych[1][2]
- Medal Niepodległości – 17 marca 1938 „za pracę w dziele odzyskania niepodległości”[4]
- Medal Pamiątkowy za Wojnę 1918–1921[1]
- Medal Dziesięciolecia Odzyskanej Niepodległości[1]
- Wielkopolski Krzyż Powstańczy[3]